# Pannecières
Pannecières är en kommun i departementet Loiret i regionen Centre-Val de Loire strax norr Frankrikes mitt. Kommunen ligger i kantonen Malesherbes som tillhör arrondissementet Pithiviers. År 2022 hade Pannecières 116 invånare.

## Befolkningsutveckling
Antalet invånare i kommunen Pannecières
| Referens: INSEE |